# مسیله فخری
مسیله فخری، روستایی از توابع بخش کاکی شهرستان دشتی در استان بوشهر ایران است.

## جمعیت
این روستا در دهستان کاکی قرار دارد و براساس سرشماری سال ۱۳۹۵، جمعیت آن ۲۲ نفر می‌باشد.